# Пушкинское сельское поселение (Кадошкинский район)
Пушкинское се́льское поселе́ние — муниципальное образование в Кадошкинском районе Мордовии Российской Федерации.
Административный центр — село Пушкино.

## История
Статус и границы сельского поселения установлены Законом Республики Мордовия от 28 декабря 2004 года № 120-З «Об установлении границ муниципальных образований Кадошкинского муниципального района, Кадошкинского муниципального района и наделении их статусом сельского поселения, городского поселения и муниципального района».
Законом от 12 марта 2009 года, в Пушкинское сельское поселение были включены упраздненные Инсарское, Нагаевское и Сиалеевско-Майданское сельские поселения (сельсоветы).
В 2011 году была упразднена деревня Студёный Ключ, входившая в состав сельского поселения.

## Население
| 2002 | 2010 | 2012 | 2013 | 2014 | 2015 | 2016 |
| ---- | ---- | ---- | ---- | ---- | ---- | ---- |
| 1081 | ↘655 | ↘628 | ↘614 | ↘601 | ↘578 | ↘563 |
| 2017 | 2018 | 2019 | 2020 | 2021 |      |      |
| ↘540 | ↘508 | ↘494 | ↘468 | ↗599 |      |      |

## Состав сельского поселения
| № | Населённый пункт   | Тип населённого пункта | Население |
| - | ------------------ | ---------------------- | --------- |
| 1 | Инсар              | посёлок                | ↘167      |
| 2 | Нагаево            | село                   | ↘191      |
| 3 | Новая Жизнь        | посёлок                | ↘1        |
| 4 | Приволье           | посёлок                | ↘1        |
| 5 | Пушкино            | село                   | ↘221      |
| 6 | Сиалеевский Майдан | село                   | ↘74       |